# Антропоним
Антропоним (од грч.  — „човек“ и  — „име“) је именица која представља људско лично име или надимак, односно презиме или породични надимак, уметничко или владарско име или надимак, као и додатак имену, односно презимену по основу припадности племићком роду или династији, односно братству или сродничком племену.
Проучавањем антропонима бави се посебна линвистичка дисциплина - антропономастика, која је огранак ономастике, а пресек стања антропонима по врстама, периодима или подручјима назива се антропонимија. Антропоними се деле на реалне (имена стварних људи) и фиктивне (имена измишљених људских ликова из књижевних дела и усмених предања).